# 反ジェンダー運動

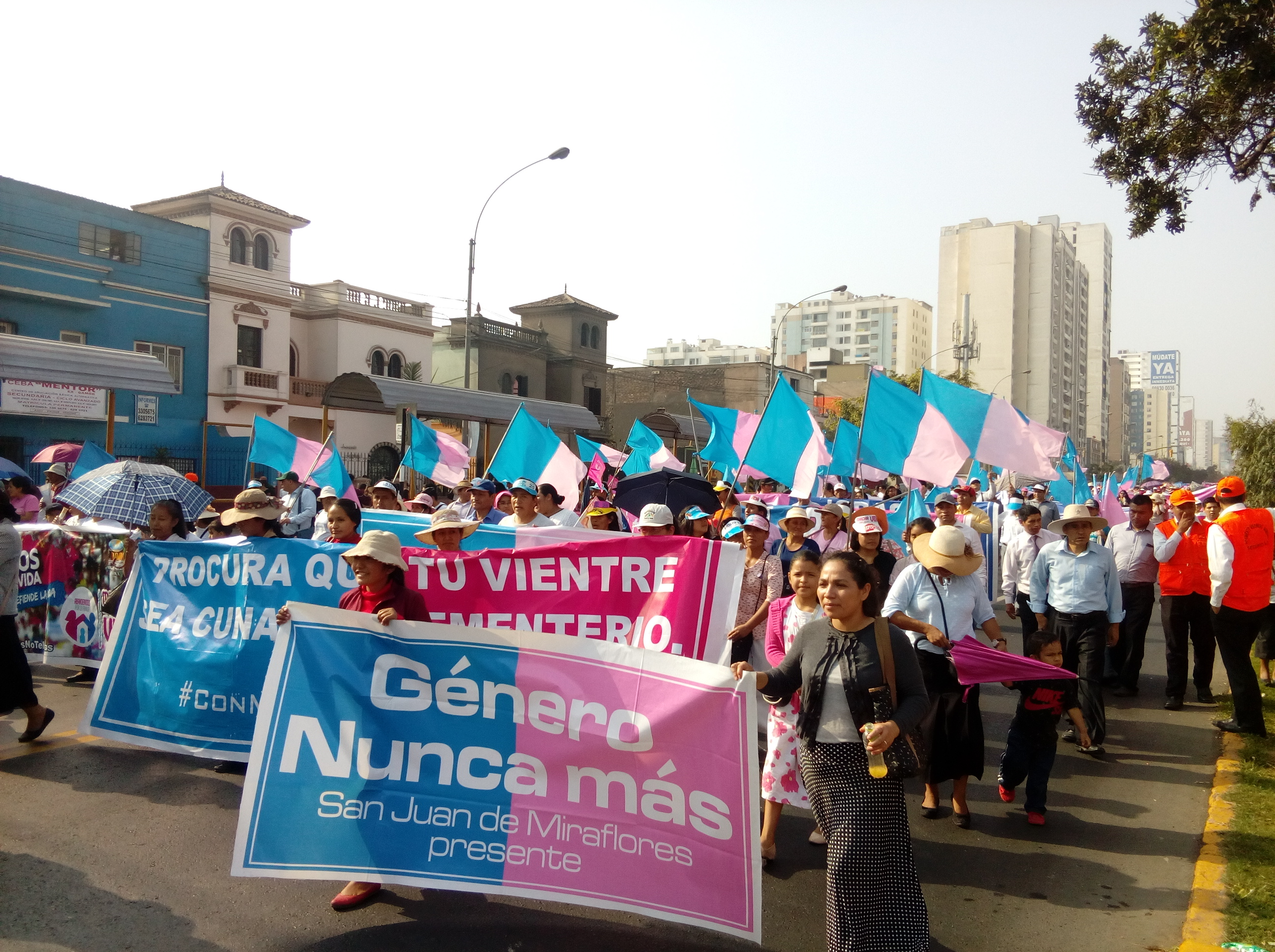
「ジェンダーはもういらない」：2018年、ペルーのリマで行われたプロライフ・デモ行進中の「Con mis hijos no te metas」（「私の子供に手を出すな」）のデモ隊

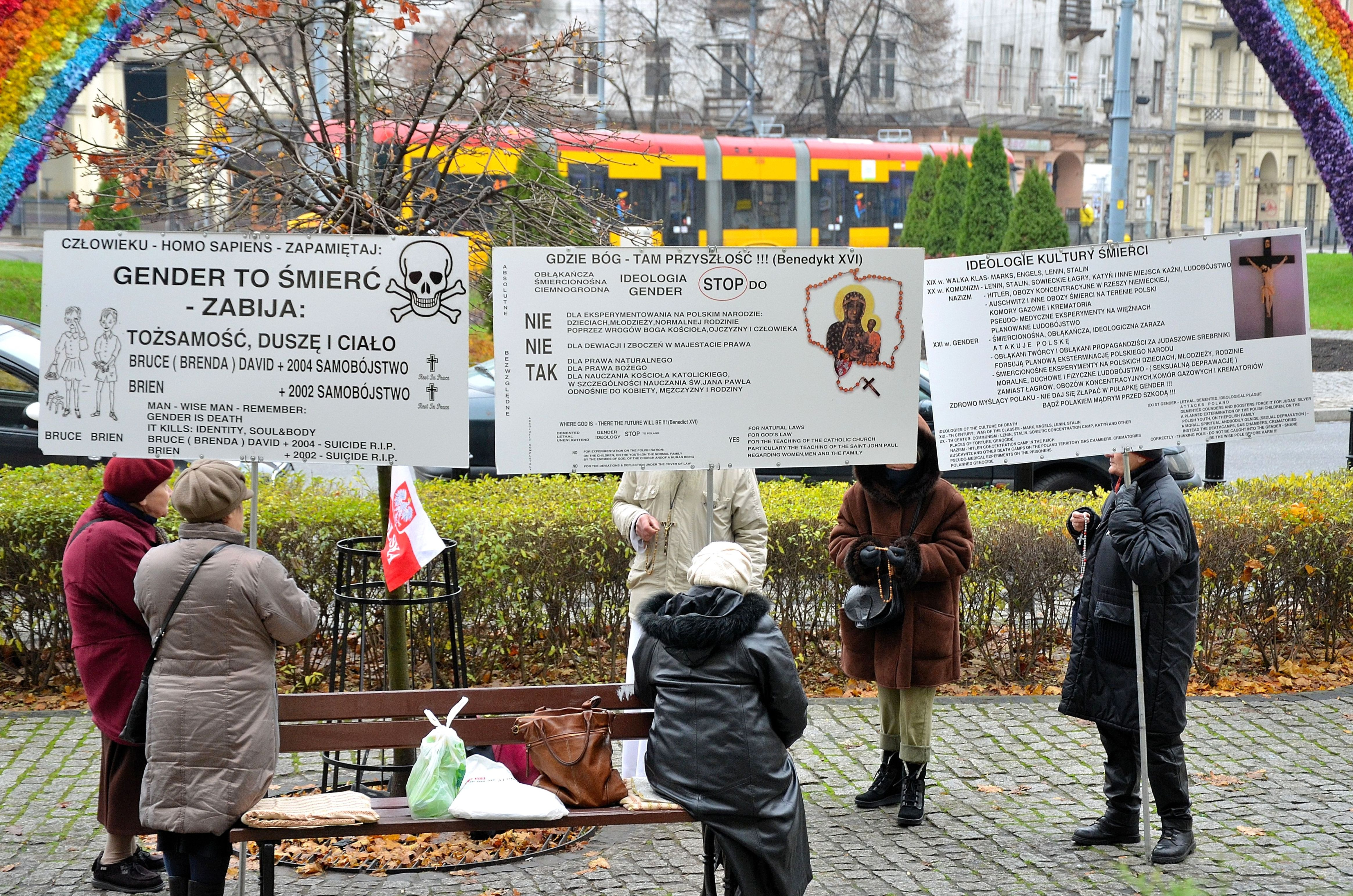
「ジェンダーは死―それはアイデンティティ、魂、体を殺す」：ワルシャワでの「ジェンダーイデオロギー」に対するピケ、2014

反ジェンダー運動（英語: anti-gender movement）とは、ジェンダー・イデオロギー、ジェンダー理論、あるいはジェンダーリズムと呼ばれるものに反対する国際的な運動をあらわす用語である。これらの概念には一貫した定義がなく、さまざまな問題を含んでいる。反ジェンダー運動のメンバーには、右翼、右翼ポピュリスト、保守、キリスト教原理主義者が含まれる。反ジェンダー運動のメンバーはLGBTの権利の一部と生殖に関する権利の一部に反対している 。ジェンダー・イデオロギーという用語は「空っぽのシニフィアン（記号表現）」と表現され、「保守派カトリック教徒が軽蔑するものをすべて包括する用語」だともされている。
ジェンダー・イデオロギーという考え方の中には、「社会を弱体化させようとする秘密の陰謀団が存在している」という主張が含まれているため、研究者たちによってモラル・パニックあるいは陰謀論とされている。
欧州議会の報告書によれば、ヨーロッパにおける反ジェンダー運動の高まりは、主にロシアがスポンサーとなっている偽情報作戦に関連があるものとされている。
1990年代に始まったカトリックの神学に由来する運動だが、この運動が注目されるようになったのは2012～2013年頃である。同性婚やトランスジェンダーの権利に対する反対を含むことが多い。
歴史家のアンドレア・ペトは、反ジェンダー運動は古典的な反フェミニズムの一形態ではなく、「『新世界秩序』を確立するために開始された根本的に新しい現象」であると述べている。

## 用語
英語を母国語としない国々おいて、反ジェンダー活動家は「ジェンダー」という言葉の現地語訳の使用を避ける傾向がある。ジェンダーは外国発の概念であるという考えを強調するために、英単語genderを好んで使う。
ジェンダー・イデオロギーの概念には一貫した定義がなく、さまざまな問題を含んでいる。このため、研究者のステファニー・メイヤーとビルギット・ザウアーは「空の記号」として、ポーランドの作家アニエスカ・グラフは「保守的なカトリック教徒が軽蔑するものすべてを表す包括的な用語」として表現している。ジェンダー・イデオロギーという言葉や、互換的に使われるジェンダー理論やジェンダリズムという関連用語は、ジェンダー研究の学問分野と同等ではなく、その中で重要な論争や意見の相違が存在するものである。
反ジェンダー支持者はこれらの議論や意見の相違を知らないことが多い。
エリザベス・コレドールは「ジェンダー・イデオロギーは、ジェンダー、セックス、セクシュアリティに関する解放的概念に対する政治的・認識論的対抗手段として機能する」と書いている。彼女はさらに、反ジェンダー運動は「ジェンダー・イデオロギー」のレトリックと、LGBTやフェミニスト運動内の既存の分裂を利用しようとする試みを組み合わせている、と付け加えている。
この運動は、「リベラル、グリーン、左派の政治家、女性の権利活動家、LGBT活動家、行政のジェンダー政策担当者、ジェンダー研究者」など、様々なアクターを「ジェンダー・イデオロギー」の担い手として非難している。

## 起源
反ジェンダー運動がいつ、どこで始まったかについては、さまざまな説がある。

### 1990年代半ばの国際会議起源説
反ジェンダー運動を研究するほとんどの学者は、その起源を国連が性と生殖に関する権利を認め始めた1994年の国際人口開発会議と1995年の世界女性会議の結果に対抗するための、カトリック教会内の1990年代の議論とみなしている。ローマ教皇庁は、この承認によって妊娠中絶が人権とみなされ、母性が委縮し、同性愛が正常であるように扱われることを恐れていたのである。「ジェンダー」という言葉の使用は、「自然な家族を攻撃し、不安定にするための戦略的な手段であると、ローマ教皇庁は考えていた」。カトリック思想において、ジェンダー・イデオロギーの概念は、（男女の）異なる性別はそのことによって補完的であるとする、ヨハネ・パウロ2世の「身体の神学」から生まれたものである。
1997年、アメリカの反中絶ジャーナリストであるデール・オリアリーは、「ジェンダー・アジェンダ」と題する本を書いているが、そこでは「ジェンダー・アジェンダは大型帆船としてではなく、潜水艦として地域社会に出航し、できるだけ自分たちの姿を明らかにしないことを決意している」と書かれている。

### 1980年代の教会起源説
他方、反ジェンダー運動は、1980年代初頭、「ジェンダーは社会的に構築されたもの」だと主張するフェミニストの本がドイツでベストセラーになったこと、トランスジェンダーが法的に性別を変更できるようにドイツの法律が変わったことに、後にローマ教皇ベネディクト16世となるヨーゼフ・ラッツィンガー枢機卿が気づいた頃に始まったとも言われる。研究者のメアリー・アン・ケースは、「トランスジェンダーの権利の主張とフェミニストの主張は共に、バチカンの「ジェンダー」をめぐる関心の範囲と、その関心が（世俗）法の制定に焦点を定めるようになるための基礎的な構成要素であり、最近になって付け加えられたものではない」と主張している。

## その後の展開

### トランス排除的ラディカルフェミニストの登場
反ジェンダー運動の思想は2003年までには出来上がっていたが、この運動に同調する行動は、2012年から2013年頃に始めてヨーロッパのほとんどの国で出現した。
現在もカトリックの関係者によって推進されているが、反ジェンダー運動は2019年までに右翼全体でより一般的に広がった。
バッシとラフルールは、「トランス排他的フェミニスト（TERF）運動といわゆる反ジェンダー運動は、別個の構成と目的を持つ運動として区別されることは稀である」と指摘している。
ピアースらは、反ジェンダー運動で長く使われてきた「ジェンダー・イデオロギー」という概念が、2016年頃から「トランス排除的なラディカル・フェミニストの言説の中で流通するようになった」と推測している。
クレア・サーローは、「誤魔化そうと努めてはいるものの、ジェンダー批判的フェミニズムは、トランスフォビック表現、モラルパニック、性別本質論的な解釈に依拠し続けている」と指摘している。これらの要因はまた、トランス排除的フェミニズムを反フェミニズム的反動政治や、その他の「反ジェンダー運動と結びつけ続けている」。
欧州議会が委託した報告書によると、ヨーロッパでの反ジェンダー活動は、ロシアやアメリカの活動家によってかなりの程度の資金提供がなされていることが判明した。

## 中心人物と問題点
反ジェンダー運動の主要な支持者には、デール・オリアリー、ミシェル・ショワイヤンス、トニー・アナトレラ、ガブリエレ・クービー、マルグリット・ペータースなどがいる。ウカシュ・ワロウスキーによれば、ジェンダー研究学者と反ジェンダー支持者の間で科学的な言説を行うことは不可能であり、それは前者にとってジェンダーは研究して反証ができる科学概念であるが、反ジェンダー支持者は、経験的検証の対象とならない、神によって伝えられた超越的な真実から彼らの主張を導き出しているためである。
反ジェンダー運動のメンバーは、一部のリプロダクティブ・ヘルス・ライツ、特に中絶や、一部のLGBTの権利、特に同性婚、そして一部のジェンダーに基づく暴力に対するキャンペーンに反対している。また、いじめ防止プログラムに反対する運動をすることもある。学校での性教育、高等教育でのジェンダー研究に反対する運動をすることもある。コヴァーツによれば、（「ジェンダー」や「ジェンダー・イデオロギー」に反対して）「反ジェンダー」のラベルに当てはまる運動のすべてが、あからさまにアンチフェミニストやアンチLGBTであるわけではなく、反ジェンダー運動はこれまでの反フェミニズムや同性愛嫌悪とは異なる新しい現象であるとしている。すべての極右運動が反ジェンダーの見解を支持しているわけではなく、反ジェンダーというテーマは極右の枠を超えて広がっているため、反ジェンダー運動は極右と同義ではない。

### 「ジェンダー・イデオロギー」
反ジェンダー運動では、「ジェンダー・イデオロギー」という用語がよく使われる。反ジェンダー活動家は、EUや国際機関が、アメリカの億万長者、フリーメイソン、フェミニスト、ユダヤ人などのロビー活動によって操られていると描写することがある。ジェンダーは腐敗したエリートによって押し付けられた外国発の概念である、という考えを広めるために、彼らはしばしば現地語への翻訳ではなく、英語のgenderを使う。
反ジェンダー運動の推進派は、彼らが「全体主義」とレッテルを貼る「ジェンダー・イデオロギー」から、言論、思想、良心の自由を守っていると自称する。
反ジェンダー運動の中には、「ジェンダー・イデオロギー」は共産主義やナチズムよりも悪い全体主義思想であると考える者もいる。これは、家族、カトリック教会、国家、あるいは西洋文明を弱体化、棄損、あるいは破壊する目的で、秘密の陰謀団体や外国の団体（EU、世界保健機関、国連など）によって押し付けられたものとされている。
この用語はドナルド・トランプにより採用され、大統領令のタイトル「ジェンダー・イデオロギー過激主義から女性たちを守り、連邦政府に生物学的真実を取り戻す」として使用された。この大統領令は、トランスジェンダーの人々に対する政府の公式の認知を抹消して、トランスジェンダーの人々に対する保護を取り消すことを求めている。

## 関連概念
社会学者のローマン・クハールとデヴィッド・パテルノッテによれば、「『ジェンダー・イデオロギー』の発明はカトリック教会内の議論に深く関わっている」。教皇フランシスコは「ジェンダー・イデオロギー」はジェンダーの相互補完性に関するカトリック教会の立場を損なうと述べており、それを核兵器と比較し、「破壊するヘロデ大王の一つであり、死の計画をたくらみ、男と女の顔を傷つけ、被造物を破壊するもの」であると述べている。2019年、カトリック教会は、「ジェンダー・イデオロギー」を特に扱った最初の主要文書を発表し、生物学的には二種類の性別または性のみが存在するとした。コレドールによれば、
聖座の視点は、生物学的性別、ジェンダー・アイデンティティ、異性愛志向の間の安定的で予測可能な相関関係に深く依存しており、それは教会の用語では、心、身体、魂の唯一自然な統一性として表現されている。この統一は自然法則と神の法、すなわち神の直接的な創造物に根ざしていると信じられているので、人間によって形作られた政治的、歴史的、社会的な取り決めを超越している。
反ジェンダー運動は右翼ポピュリズム、ナショナリズム、キリスト教右派と密接に関係している。クハールとパテルノッテによれば、「反ジェンダー・キャンペーンは右翼ポピュリズムの波の直接的な結果ではないが、右へのシフトはこれらの運動を強化し、右翼ポピュリズムのイデオロギーといくつかの思想構造を共有する『ジェンダー・イデオロギー』の概念を引き継いだ新しい支持者を彼らに提供する」。彼らのポピュリズム的な枠組みに沿って、国民投票はしばしば反ジェンダー運動が望む結果を確保するために利用されている。

## 各界の分析と反応
反ジェンダー運動が、何らかの事件や他の運動に対する反応なのか、それとも社会変革を起こそうとする積極的な運動であるのかについては、議論の分かれるところである。
ハンデ・エスレンツィヤは、反ジェンダー運動は彼女が「トロール科学」と呼んでいるものに依存していると主張する。彼女はそれを「（歪んだ）科学風の議論がポピュリストの言説に組み込まれ、ジェンダー平等の概念に関するオルタナティブな物語を生み出している」と表現している。
マルタ・ラウシュコによれば、反ジェンダー運動は、部分的には、民主的に選出された各国政府から、変化を要求する選挙で選ばれたわけでもない平等機関や、欧州連合などの国際機関への権力の委譲に対する反発であるという。これらの政策は有権者や選挙で選ばれた代表者によって承認されたものではないため、「民主主義の欠陥」を生み出す。彼女は、「男女平等政策は、より広範な聴衆や公的議論を巻き込むことなく実施されてきた」と指摘している。
しかし、パテルノッテは、反ジェンダー運動を「バックラッシュ」として表現することは「概念的に欠陥があり、経験的に弱く、政治的に問題がある」と主張している。なぜなら、比較研究により、国によって反ジェンダー運動は「まったく異なる問題によって引き起こされている」ことが示されているからである。
政治学者のエステル・コヴァーツは、反ジェンダー運動の出現と成功は、自由民主主義の根底にある社会経済的、政治的、文化的危機と新自由主義への反応の兆候であるとみなしている。同様に、政治学者のビルギット・ザウアーは、これらの運きを、とりわけ、規制緩和、労働の不安定化（プレカリゼーション）、福祉国家の侵食、貧富の格差の拡大に対する反応であると述べている。
2018年の「ルクセンブルク」誌において、社会学者のヴェロニカ・グルゼバルスカと政治学者のエステル・コヴァーツ、アンドレア・ペトが、ジェンダーという用語を、本来ならば互いに協力しなかったであろう政治的・宗教的主体を団結させる反ジェンダー運動の「象徴的な接着剤」であると分析している。彼らは、これらの主体が反対に動員する「ジェンダー・イデオロギー」を、新自由主義的な社会経済秩序によって生み出された不安と不公正の比喩としてとらえている。
ジェンダー・イデオロギーという考え方は、モラル・パニックまたは陰謀論として説明されている。ウェブサイト「ザ・カンバセーション」に寄稿した2人の政治心理学者によると、2020年にポーランドで流布した「コロナウイルスのパンデミックはジェンダー論に対する罰なのか」という議論には、この陰謀論が寄与しているという。2019年10月のイプソスの調査では、40歳未満の複数のポーランド人男性が、「LGBT運動とジェンダー・イデオロギー」を「21世紀に直面する最大の脅威」であると信じていることが判明した。
ジェンダー・イデオロギーを支持すると言われる人々は、極右と同様に多元主義を否定し、自由民主主義を損なう形で、非合法化されている。オランダ人権研究所（SIM）のロリーナ・ソーサ助教授は、反ジェンダー運動は女性に対する暴力からの保護などの人権に挑戦し、民主主義の侵蝕に加担してきたと述べている。
ペトは、「反ジェンダー運動は、何世紀にもわたる反フェミニズムの単なる派生ではなく、新しい世界秩序を確立するために開始された根本的に新しい現象だ」と論じる。彼女はまた、この運動は「憎しみに満ちている」と主張し、ジェンダー研究者に対するオンラインでの嫌がらせを挙げ、「自由主義、ひいては民主主義を攻撃している」と主張する。
2021年、哲学者のジュディス・バトラーは、反ジェンダー運動にはファシズムの傾向があるとし、トランスジェンダー、ノンバイナリー、ジェンダークィアの人々を標的とするそのような運動に加担しないよう、自称フェミニストたちに対して注意を促した。2019年の論文においてバトラーは、「言説の混乱は、これらの［反ジェンダー］運動の少なくともいくつかのファシスト的な構造と魅力を構成するものの一部である」「北半球からの文化的輸入品としてのジェンダーに反対すると同時に、その反対運動そのものを、南半球のさらなる植民地化に反対する社会運動とみなすことができる。その結果は左翼への同調ではなく、民族ナショナリズムの受け入れなのだ」と論じている。
ハインリッヒ・ベール財団「フェミニズムとジェンダー民主主義のためのグンダ・ヴェルナー研究所」のマリー・ヴィッテニウスは、「ジェンダー・イデオロギー」という用語は、「人種差別、反ユダヤ主義、同性愛嫌悪、トランスフォビア、民族ナショナリズム思想、さらにはエリート敵視のための広範な『投影領域』として機能している」と論じている。
2021年8月、欧州評議会のドゥニャ・ミヤトヴィッチ人権委員は、反ジェンダー運動が「既存の社会的偏見を利用し、自らの利益に資する政治目的を達成するため、LGBTIの人々を言葉巧みに攻撃している」と述べ、「政治利益のためにLGBTIの人々を標的とする戦略は、影響を受ける人々の生活と幸福を損ない、一般的に社会の結束を損ねる、高コストなやり方だ」と述べた。また同委員は、「反ジェンダー運動が政治の舞台に浸透することで、欧州における人権保護を侵食しやすい状況が拡大している」と述べ、「LGBTIの人々のために立ち上がることで、すべての人々の平等な人間としての尊厳を守り、社会の福祉と貴重な我々の貴重な人権システムの強度を守ることができる」と結論づけた。
2022年2月、欧州議会は「反ジェンダー運動への対抗」をテーマに公聴会を開催した。欧州議会女性の権利とジェンダー平等委員会は、「反ジェンダー運動への対抗」に関する公聴会を開催し、反ジェンダー運動がジェンダー平等への脅威であることを強調した。

## 地域別

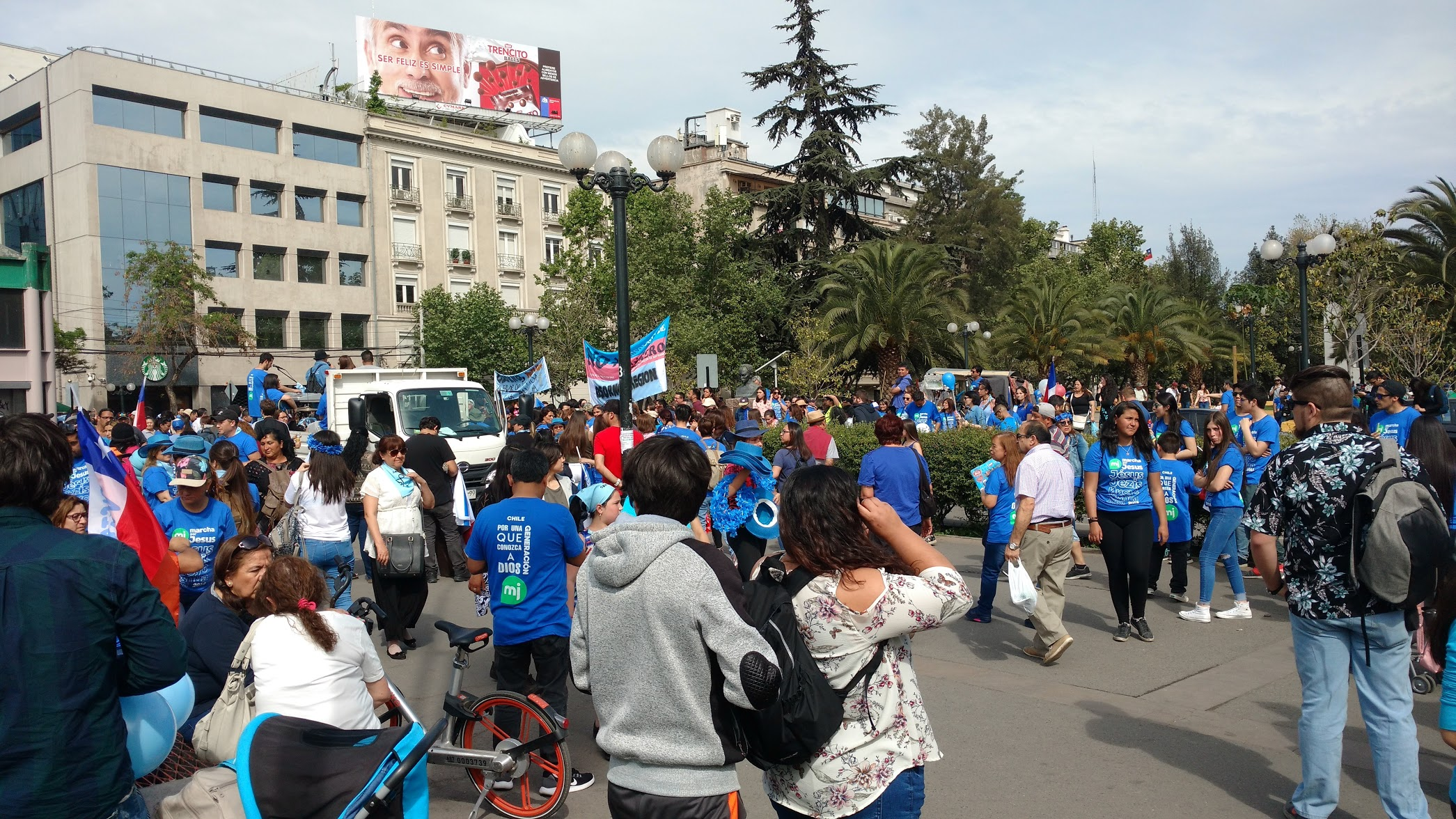
2018年10月27日、チリで「ジェンダーイデオロギー」に反対する行進

反ジェンダー運動は2010年代初頭にヨーロッパで生まれ、2019年現在、ラテンアメリカや東アジアで拡大している。この運動は国境を越えたものであり、各国でのキャンペーンは他の国から戦略やレトリックを借用している。しかし、個々の国では、反ジェンダー運動はナショナリズムと国家主権への訴求と重なり合っている。
カトリック以外にも、他のキリスト教徒、儒教、ヒンズー教徒、イスラム教徒、ユダヤ教徒が反ジェンダーのレトリックを使用している。

### ヨーロッパ
反ジェンダー運動が出現する前、ヨーロッパは完全な男女平等と完全なLGBTの権利に向け、不可逆の道を進んでいると、活動家や研究者は信じていた。それに対して真剣に反対するのは過去の遺物か、東ヨーロッパやカトリック諸国に限られた現象であると考えられていた。
反ジェンダー運動は、この認識が誤りであることを証明した。 
1990年代以降、欧州委員会は構造基金と結束基金からの資金提供の際に、地域のジェンダー平等政策を条件としており、ポーランドは2004年に欧州連合に加盟した後、急速に変化していった。
2019年2月、欧州議会は「EUにおける女性の権利と男女平等の後退」に反対する決議を採決した。

#### フランス

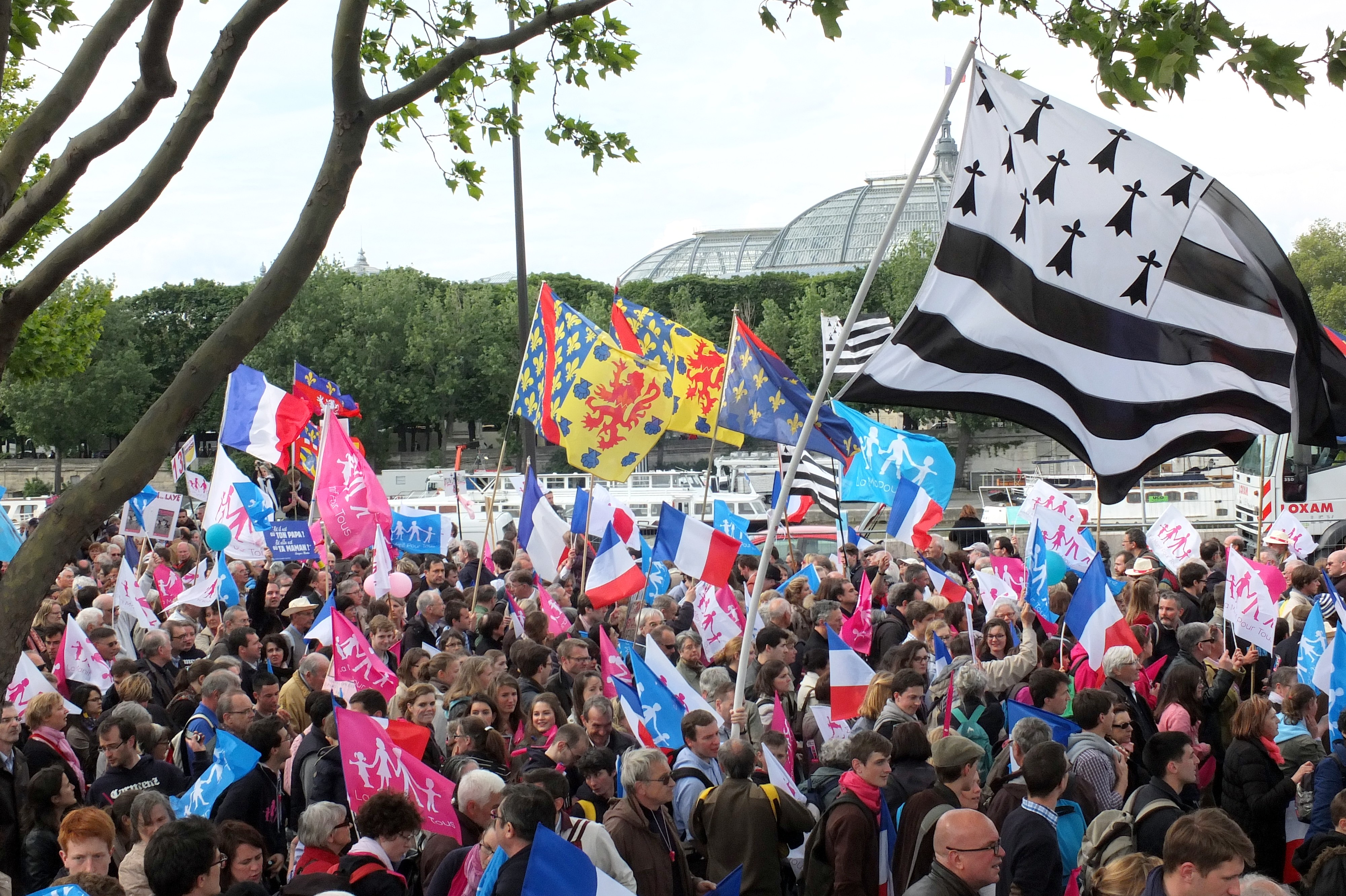
La Manif pour tousデモ2013年5月26日、パリ

フランスでの反ジェンダー運動は、ファリダ・ベルグールととLa Manif pour tous（LMPT）によって先導されている。この抗議運動は2013年初頭、フランスにおける同性婚に反対するために始まり、2013年5月に同性婚が合法化されると、平等カリキュラムに反対する方向に軸足を移した。
反ジェンダー運動は、「フランスの幼稚園では自慰行為が教えられている」という主張など、誤った噂やデマを流している。
ジェーソン・ハーシン教授は、LMPTをポピュリストの「ポスト・トゥルース運動」のひとつとして分析している。

#### ドイツ
ドイツでは、右翼の過激派と右翼のポピュリストが、「ジェンダー・マッドネス」の概念に対して動員され、2013年にはネオナチによる呼びかけで「ドイツ国民」に対する「武器」として特徴付けられたた。
極右以外でも、2006 年以降、ジェンダー主流化について批判的な議論がなされている。エヴァ・ハーマンは社会における女性の役割についてコメントし、フランクフルター・アルゲマイネ・ツァイトゥングが「政治的ジェンダー再適合」を論じた。右翼の過激派は、これをきっかけに、ジェンダー主流化に反対することに的を絞ったキャンペーンを展開した。さらに、2013年以降、キリスト教原理主義者の「抗議同盟」は、同性婚やジェンダー主流化に反対する動員を行っている。

#### ハンガリー
Eszter KovátsとAndrea Petőの2017年の記述によれば、この国には「目立った反ジェンダー運動」はなかったが、特に2010年代後半には「明らかな反ジェンダー言説」が生まれた。それまでは国の公的議論と散発的に交わっていただけだったという。彼らは、ハンガリーの反ジェンダー言説は、2008年にフィデス＝ハンガリー市民同盟のとある国会議員の意にそぐわない教科書が出版されたときに出現したと書いている。その政治家は、教科書には「ジェンダー・イデオロギー」が含まれており、「この傾向の最大の危険は、社会が性的アイデンティティを失うことだ」と述べたという。政治的には2010年、左派政権が国のカリキュラムに、幼児期の教育者は「意図的にジェンダーのステレオタイプを強化することを避け、男女の社会的平等に関する偏見の解体を促進する」べきだという文章を挿入した時に、反ジェンダーの言説が最初に注目を集めた。右派のメディアはこの変更を大きく取り上げ、「ジェンダー・イデオロギー」を助長すると主張した。また2020年5月、ハンガリー国会は政府に対し、「ジェンダー・イデオロギー」との関係から女性に対する暴力と家庭内暴力に反対するための欧州評議会の国際人権条約であるイスタンブール条約を批准しないように、また欧州連合に対し同様に行動するよう働きかけかけるように求める宣言を提出、この宣言は賛成115、反対35、棄権3で可決された。

#### イタリア
イタリアにおける反ジェンダー運動は、同盟（旧北部同盟）党のほか、やプロ・ヴィータ（ネオ・ファシスト政党「新しき力」と関連）、マニフ・プール・トゥス・イタリア（後にジェネレーション・ファミリアと呼ばれる）のグループによって後援されてきた。2018年のイタリア総選挙において、北部同盟はカトリックの代表者を選挙人名簿に載せ、反ジェンダー同盟を結んだ。

#### リトアニア
2020年のリトアニア議会選挙の結果、LGBT関連政策に前向きな姿勢を共有する祖国連合と自由党が連立を組んだことで、リトアニア家族運動などの反ジェンダー運動や国民連合などの政党が結成された。

#### ノルウェー
ジェンダー研究学者エリザベス・L・エンゲブレッツェンElisabeth L. Engebretsenは、ノルウェーにおける反ジェンダー運動の主要な担い手として、女性宣言インターナショナル・ノルウェー支部や、LLH2019（LGB同盟の姉妹組織を自称する）といった団体を挙げている。エンゲブレッツェンはこれらのグループを「複合的な民主主義に対する脅威」の一部であるとしている。

#### ポーランド

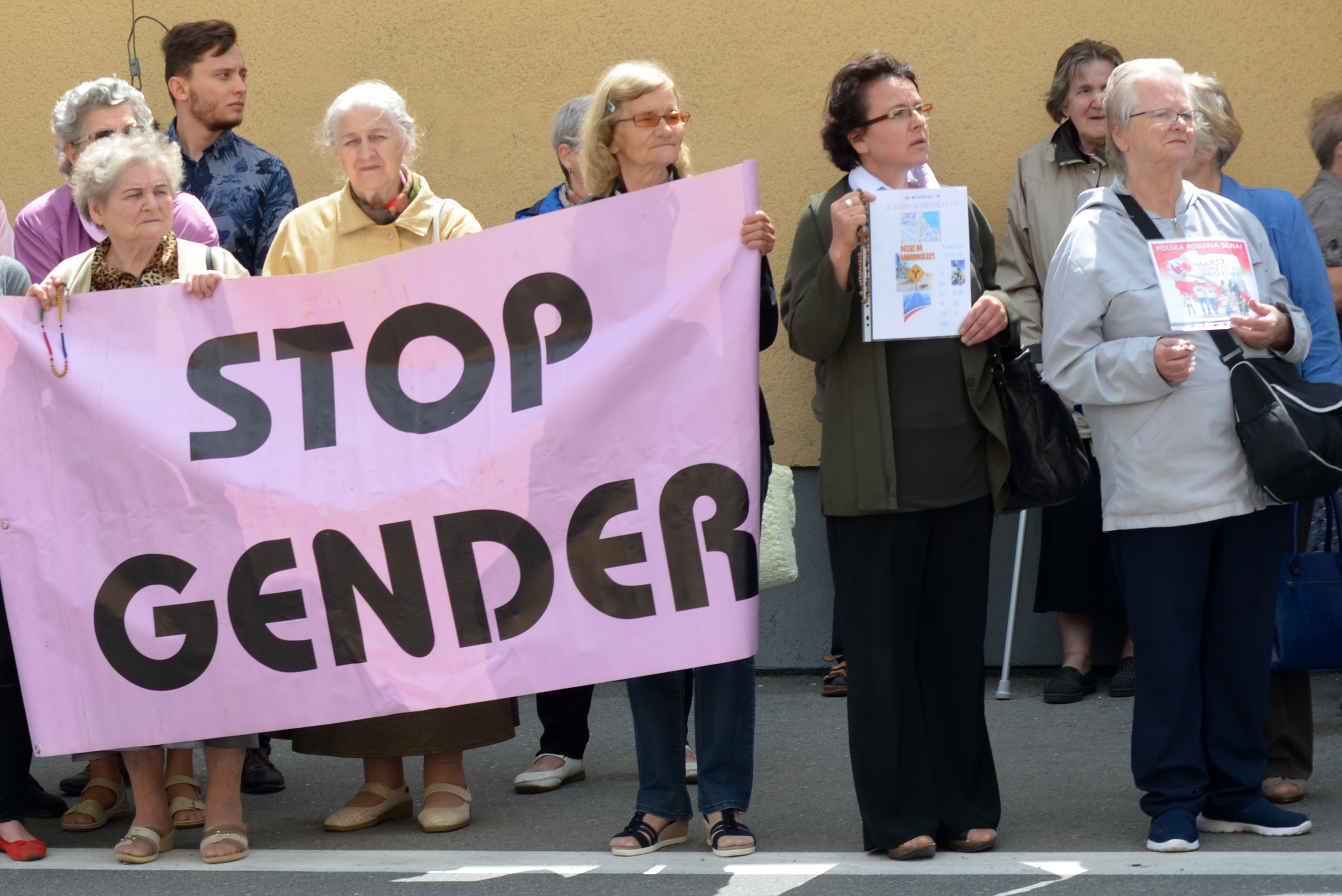
ジェシュフにおける「平等行進」中のカトリック反ゲイ抗議者。2018年

2013年後半、それまで学術的な言説にとどまっていたジェンダーという用語が、右派とカトリック教会による反ジェンダー・キャンペーンの一環として一般化した。
「ジェンダー・イデオロギー」に対するキャンペーンは、与党で国家保守主義のPiS党、カトリック教会のヒエラルキー、そしてPiSと交流のあるより過激な民族主義グループ：「全ポーランド青年」、「甦れポーランド国家」、「国家急進派キャンプ」などによって推進されている。
社会学者のピョートル・ジフクとパヴェル・ジフクは次のように書いている。「ポーランドの右派は、フェミニストとホモセクシュアルの両輪を、カトリックの宗教に関連する国民的アイデンティティに対する脅威、そして伝統的な家族モデルと社会秩序に対する脅威として認識している」。 
ポーランド右派の反LGBTレトリックは、2015 年の欧州移民危機の終結後、反移民のレトリックが顕著になった時期に増加した。
反ジェンダーのレトリックとともに、LGBTコミュニティはポピュリスト政治が求めるスケープゴートや悪魔化された敵としての役割を果たした。
2020年にポーランド人1,000人の代表サンプルを対象に行われた調査では、30％の人が、「公共メディアを掌握することにより、キリスト教伝統の一部を破壊しようとする秘密の計画である」ところの「ジェンダー陰謀」の存在を信じていることが判明した。
この調査では、「ジェンダーの陰謀」を信じることは宗教心とは相関せず、「カトリック教会が社会で特権的な地位を占めるべきである」という信念や、隣人としてのLGBTを拒否すること強く結びついていることがわかった 。
マルタ・ラウシュコは、ポーランド人が陰謀を信じやすいのは、共産主義支配時代に実際に存在した陰謀のせいではないかと指摘している。
2020年6月、PiSのアンジェイ・ドゥダ大統領は、大統領選挙を前に、LGBTを「イデオロギー」あるいは「ネオ共産主義」の一形態であると発言し注目を集めた。

#### ブルガリア
2023年2月、ブルガリア社会党は「ジェンダー・イデオロギー」に関する国民投票を呼びかけた。その後、同党は、政府文書に記載できるのは生物学的性別のみであり、変更することはできないという最高裁判所の判決を称賛した。

### 北アメリカ

#### アメリカ合衆国
2021年、プエルトリコでは、アレハンドロ・ガルシア・パディリャ前知事の下で作られ、ペドロ・ピエルルイシ知事の下で制定されつつある「ジェンダー視点のカリキュラム」の公立学校への導入に反対する行進が行われた。何万人もの行進者たちは、このイベントを「ジェンダー・イデオロギー」に対する行進であると表現した。ダニエル・フェルナンデス・トレス司教、政治学者のアグスティン・ラジェ、その他の宗教指導者がスピーチを行った。

### ラテンアメリカ

#### ブラジル
ブラジルのジャイール・ボルソナロ大統領は、「ジェンダー・イデオロギー論者」を保守的なキリスト教に対抗する勢力と位置づけている。また、「学校でのジェンダー・イデオロギー」を禁止したいとも発言している。

#### コロンビア
2016年のコロンビア和平協定国民投票の際、和平協定に反対する福音派のキリスト教圧力団体や右派政治家は、条約におけるLGBTの人々の保護は「ジェンダー・イデオロギーを押し付けるための道具」だと主張した。これは福音派の有権者の多くが協定に反対する動機付けとなり、最終的に有権者によって50.22%（No）対49.78%（Yes）で否決された。